# Cebiv
Cebiv település Csehországban, Tachovi járásban. Cebiv Křelovice, Konstantinovy Lázně, Kšice, Záchlumí és Horní Kozolupy településekkel határos. Lakosainak száma 264 fő (2024. január 1.).

## Népesség
A település lakosságának változását az alábbi diagram mutatja:
| Lakosok száma | 497  | 553  | 596  | 276  | 236  | 288  | 278  | 281  | 269  | 264  |
|               | 1869 | 1890 | 1921 | 1950 | 1980 | 2001 | 2017 | 2019 | 2022 | 2024 |